# معزوب علي بن علي

تعديل مصدري - تعديل

معزوب علي بن علي هي إحدى قرى عزلة جعار بمديرية خنفر التابعة لمحافظة أبين، بلغ تعداد سكانها 62 نسمة حسب تعداد اليمن لعام 2004.